# ニッキー・クック
ニッキー・クック（Nicky Cook、1979年9月13日 - ）は、イギリスの男性プロボクサー。イングランド・タワーハムレッツ区ステップニー出身。 元WBO世界スーパーフェザー級王者。

## 来歴
1998年12月11日、ショーン・グラントとデビュー戦を行い、初回2分28秒KO勝ちを収めデビューを白星で飾った。
1999年11月27日、ジョン・バーンズと対戦し、6回判定勝ちを収めた。
2000年6月16日､サレム・ボウアイタと対戦し、6回判定勝ちを収めた。
2001年12月19日、マルセロ・ガブリエル・アッカーマンとWBFインターコンチネンタルスーパーフェザー級王座決定戦を行い、3回46秒TKO勝ちを収め王座獲得に成功した。
2002年4月20日、ジャッキー・グングルザと対戦し、グングルザの4回終了時棄権によりWBFインターコンチネンタル王座の初防衛に成功した。
2002年10月5日、リバプールのエコー・アリーナ・リヴァプールでゲーリー・トーンヒルと対戦し、7回TKO勝ちを収めWBFインターコンチネンタル王座の2度目の防衛に成功した。
2003年2月8日、メシェック・コンドワニとコモンウェルスイギリス連邦フェザー級王座決定戦を行い、12回1分12秒TKO勝ちを収め王座獲得に成功した。
2003年5月31日、ロンドンのヨーク・ホールでダビッド・キゥと対戦し、2回1分35秒KO勝ちを収めコモンウェルス王座の初防衛に成功した。
2003年10月24日、アンイェテイ・ラーイェアと対戦し、12回判定勝ちを収めコモンウェルス王座の2度目の防衛に成功した。
2004年3月20日、ロンドンのウェンブリー・アリーナでEBU欧州フェザー級王者カール・トーマスと対戦し、9回1分9秒KO勝ちを収め王座獲得に成功した。
2004年10月8日、ジョニー・ベグエと対戦し、12回3-0（2者が119-108、118-109）の判定勝ちを収めEBU王座の初防衛に成功した。
2005年6月16日、クックの保持するコモンウェルスイギリス連邦フェザー級王座並びにEBU欧州フェザー級王座とダッゾ・ウィリアムスの保持するBBBofC英国フェザー級王座を懸け対戦し、2回2分1秒KO勝ちを収めEBU王座は2度目、コモンウェルス王座は3度目の防衛、BBBofC王座獲得に成功した。
2006年2月24日、ユーリ・ヴォロニンと対戦し、12回3-0（116-110、115-111、118-109）の判定勝ちを収めEBU王座の3度目の防衛に成功した。
2007年7月14日、ロンドンのO2アリーナでファン・マヌエル・マルケスの王座返上に伴いWBO世界フェザー級王座決定戦をスティーブン・ルエバノと行い、プロ初黒星となる11回29秒KO負けを喫し王座獲得に失敗した。
2008年9月6日、マンチェスターのマンチェスター・アリーナでWBO世界スーパーフェザー級王者アレックス・アーサーと対戦し、12回3-0（117-112、117-111、115-114）の判定勝ちを収め王座獲得に成功した。
2009年3月14日、マンチェスター・アリーナでローマン・マルチネスと対戦し、4回2分20秒TKO負けを喫しWBO世界スーパーフェザー級王座の初防衛に失敗、王座から陥落した。
2011年7月16日、リバプールのエコー・アリーナ・リヴァプールでWBO世界ライト級王者のリッキー・バーンズと対戦し、初回1分33秒TKO負けを喫し2階級制覇に失敗した試合を最後に現役を引退した。

## 獲得タイトル
- WBFインターコンチネンタルスーパーフェザー級王座
- コモンウェルスイギリス連邦フェザー級王座
- EBUヨーロッパフェザー級王座
- BBBofC英国フェザー級王座
- WBO世界スーパーフェザー級王座（防衛0）